# Алессандро Медічі
Алессандро Медічі (22 липня 1510 — 6 січня 1537) на прізвисько Мавр  — флорентійський герцог з 1532 до 1537 року. Представник династії Медічі.

## Життєпис
Народився у Флоренції. Був позашлюбним сином папи римського Климента VII та рабині-негритянки Сімонетти, через що увійшов в історію під прізвиськом Мавр. Суттєвої ролі у політичному житті не відігравав до 1530 року. З 1519 до 1527 року він разом зі своїми родичами Катериною й Іпполіто знаходився у Флоренції як номінальний правитель республіки. У 1522 році імператор Карл V надає йому титул герцога Чивіта ді Пенна. У 1527 родину Медічі було вигнано з міста.
12 серпня 1530 Климент VII разом з іспанськими військами повертає Медічі до Флоренції. Алессандро стає головою республіки. 24 лютого 1530 у м. Болонья укладається угода між папою римським та імператором Карлом V, згідно з яким Климент VII остаточно перейшов на бік Іспанії. Натомість Карл V видав заміж за Алессандро свою позашлюбну доньку Маргариту.
У 1531—1532 роках обіймав посаду гонфалоньєра (був останнім на цій посаді). У 1532 році Алессандро остаточно ліквідує республіку й стає першим герцогом Флорентійським. В цьому ж році створюється флорентійський сенат із аристократів та прихильників нового герцога. Проте дії Алессандро Медічі були здебільшого тиранічні. Він жив у розкошах, при цьому боявся заколотів та замахів на своє життя. Деякий час серйозним суперником був його родич Іпполіто Медічі, який очолив групу флорентійців-республіканців. Тому за наказом Алессандро Іпполіто було отруєно у 1535 році. Проте в ніч з 5 на 6 січня 1537 року його було також вбито внаслідок змови Лоренцо Медічі (на прізвисько Лоренціно) та Лоренцо Чібо. За ними стояв та під'юджував обидвох Козімо Медічі, який став наступним герцогом Флорентійським.

## Родина
1. Дружина — Маргарита (1522—1586), донька імператора Священної Римської імперії Карла V
Дітей не було
2. Коханка — Таддеа Маласпіна
Діти:
- Джуліо (1527/1532—1600)
- Джулія (1534—1588), дружина: 1) Франческо Кантельмо, графа Пополі та Алвіго; 2) Бернадетто де Медічі

3. Коханка (ім'я невідоме)
Діти:
- Порція (1538—1575), черниця у монастирі Сан-Клементе у Флоренції